# Grey Gardens (2009)
Grey Gardens is een Amerikaanse televisiefilm uit 2009, geregisseerd en geschreven door Michael Sucsy. De hoofdrollen worden vertolkt door Drew Barrymore, Jessica Lange en Jeanne Tripplehorn.

## Verhaal
Big Edie (Jessica Lange) en haar dochter Little Edie Bouvier Beale (Drew Barrymore), de tante en nicht van Jacqueline Kennedy Onassis, staan centraal in de film. De twee zijn opgegroeid in het rijke New York, maar nu trekken beide dames zich terug omdat ze de maatschappij zat zijn. Ze gaan naar Long Island, waar ze hun eigen zomerhuis, Grey Gardens, hebben. Ze willen hier zonder contact met de buitenwereld gaan leven. Ze bouwen al snel een reputatie op bij de andere bewoners van het eiland als twee excentrieke dames die met tal van katten en andere huisdieren in het vervallen vakantiehuis verblijven. 

## Rolbezetting
- Drew Barrymore - Little Edith Bouvier Beale
- Jessica Lange - Big Edith Bouvier Beale
- Jeanne Tripplehorn - Jacqueline Kennedy Onassis
- Ken Howard - Phelan Beale
- Kenneth Welsh - Max Gordon
- Arye Gross - Albert Maysles
- Justin Louis - David Maysles
- Daniel Baldwin - Julius Krug
- Malcolm Gets - George 'Gould' Strong
- Louis Grise - Jonge Buddy
- Joshua Peace - Oude Buddy
- Neil Babcock - Jonge Phelan Jr.
- Ben Carlson - Oude Phelan Jr.
- Olivia Waldriff - Jonge Jackie
- Neil Girvan - Conciërge